# 先安江
先安江（越南语：／），是位於中國南部、越南東北部的一條河流。該河發源於越南廣寧省平遼縣東部山區，先向北流至越中邊界，成為兩國界河，隨後轉向西流。滙集發源自中國境內的支流沙那河後，流回越南境內，經平遼、先安後，注入北部灣。幹流河長82公里。流域面积约1200平方千米，其中绝大部分（1100平方千米）位于越南境内。